# خوسيه ألفريدو غونزاليس دياز
خوسيه ألفريدو غونزاليس دياز (بالإسبانية: José Alfredo González Díaz)‏ هو سياسي مكسيكي، ولد في 16 يونيو 1969 في ميتشواكان في المكسيك. حزبياً، نشط في حزب الثورة الديمقراطية. وقد انتخب عضو مجلس النواب المكسيك.